# Elena Lasconi

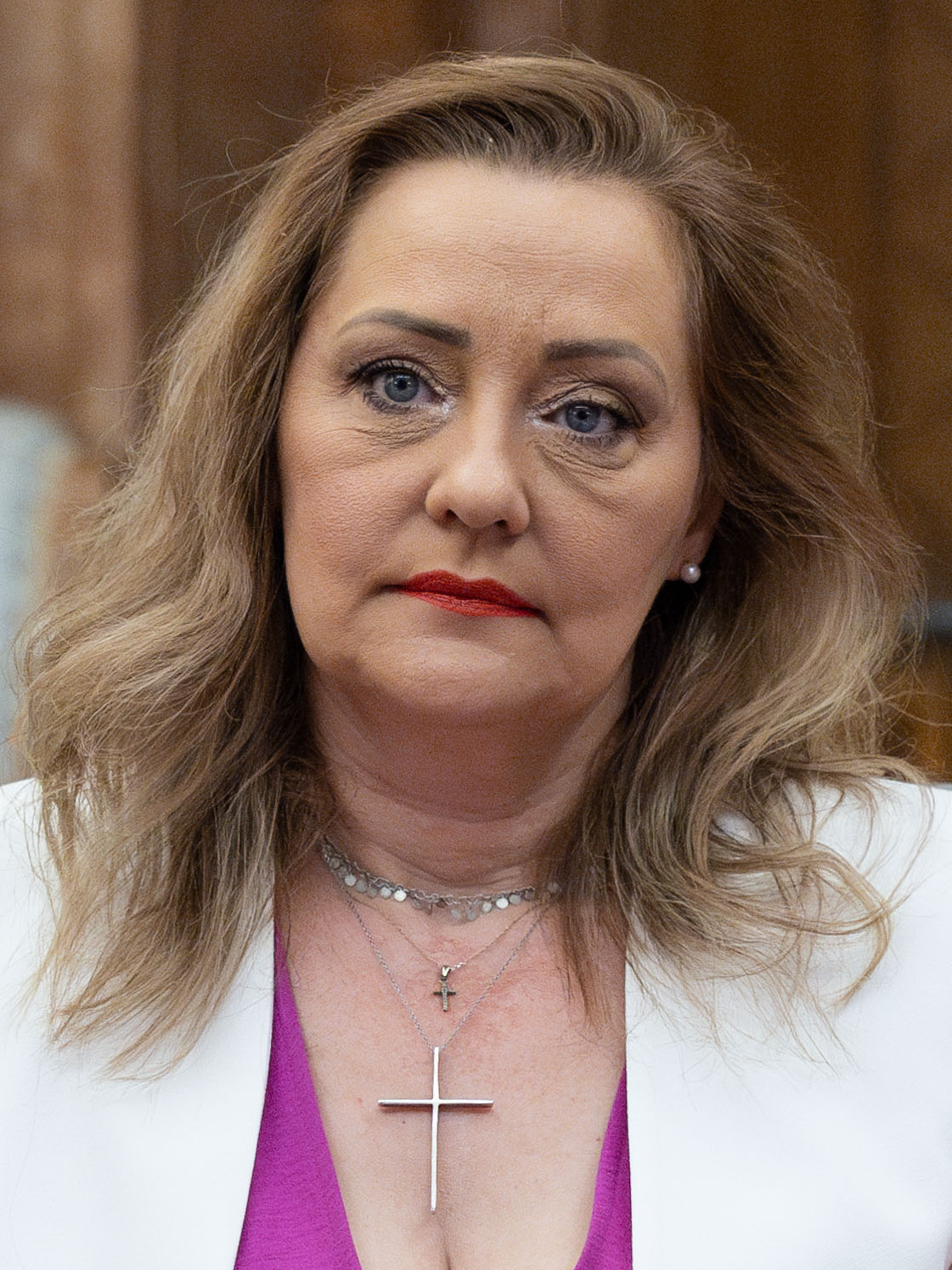
Elena Lasconi (2024)

Elena-Valerica Lasconi (* 20. April 1972 in Hațeg) ist eine rumänische Politikerin und ehemalige Journalistin. Sie ist seit 2020 Bürgermeisterin von Câmpulung im Kreis Argeș und wurde 2024 wiedergewählt. Von 26. Juni 2024 bis kurz nach der Präsidentschaftswahl 2025 war sie Vorsitzende der Uniunea Salvați România (USR).

## Leben und Ausbildung
Elena Lasconi machte ihren Schulabschluss am Nationalpädagogischen Kollegium „Königin Marie“ in Deva. Danach studierte sie an der Traian Universitatea Ecologică in Deva. 2001 erwarb sie einen Bachelor-Abschluss in Wirtschaftswissenschaften und Internationalen Beziehungen an der Wirtschaftsakademie Bukarest.
1999 absolvierte sie die BBC School of Television und wurde 2007 durch das Nationale Zentrum für Ausbildung und Weiterbildung von Trainern (CNFPA) als Evaluatorin für berufliche Kompetenzen zertifiziert. Zwischen 2019 und 2020 nahm sie an Kursen zur Nutzung europäischer Strukturfonds, Gesetzgebung und Regulierungen teil, sowohl in Rumänien als auch in Brüssel im Rahmen des Programms Renew Europe – O Țară ca Afară.
Lasconi arbeitete über zwei Jahrzehnte als Journalistin. Von 1996 bis März 2020 war sie bei Pro TV tätig, wo sie als Reporterin, TV-Produzentin, Kriegsberichterstatterin, Nachrichtensprecherin und Trainerin arbeitete.

## Politische Karriere
2020 wurde Lasconi erstmals zur Bürgermeisterin von Câmpulung gewählt. 2024 wurde sie mit großem Vorsprung wiedergewählt.
Nach den enttäuschenden Ergebnissen der Alianța Dreapta Unită (ADU), bei der die USR die führende Partei war, trat der Parteivorsitzende Cătălin Drulă zurück und rief zu internen Wahlen am 26. Juni 2024 auf. Lasconi reichte ihre Kandidatur am letzten Tag der Frist ein. Dominic Fritz, Bürgermeister von Timișoara und früherer Favorit, zog seine Kandidatur zurück, was Lasconi zur neuen Favoritin machte. Mit 7.701 Stimmen (68,14 %) von 11.333 abgegebenen Stimmen wurde sie zur Parteivorsitzenden gewählt.
Am 29. Juni 2024 wurde sie mit 94,31 % der Stimmen im Parteikongress zur Präsidentschaftskandidatin nominiert. Im ursprünglich ersten Wahlgang am 24. November 2024 belegte sie den zweiten Platz hinter Călin Georgescu und qualifizierte sich für die eigentlich für den 8. Dezember 2024 geplante Stichwahl. Der Verfassungsgerichtshof Rumäniens ordnete jedoch am 6. Dezember 2024 die Wiederholung der Wahl an. Bei der Wiederholungswahl 2025 entzog ihr ihre Partei wenige Wochen vor der Wahl die Unterstützung und unterstützte stattdessen den parteilosen Kandidaten und ehemaligen Parteivorsitzenden Nicușor Dan. Dies wurde der Partei später vom Wahlbüro untersagt, da Parteien nur für ihre eigenen Kandidaten Wahlkampf machen dürfen. Bei der Wahl erreichte Lasconi letztlich nur 2,7 Prozent der Stimmen. Daraufhin trat sie als Parteivorsitzende zurück.

## Privatleben
Elena Lasconi hat eine Tochter aus früherer Ehe. 2012 heiratete sie Cătălin Georgescu. Das Paar hat keine gemeinsamen Kinder.